# Sächsische Farbentauben

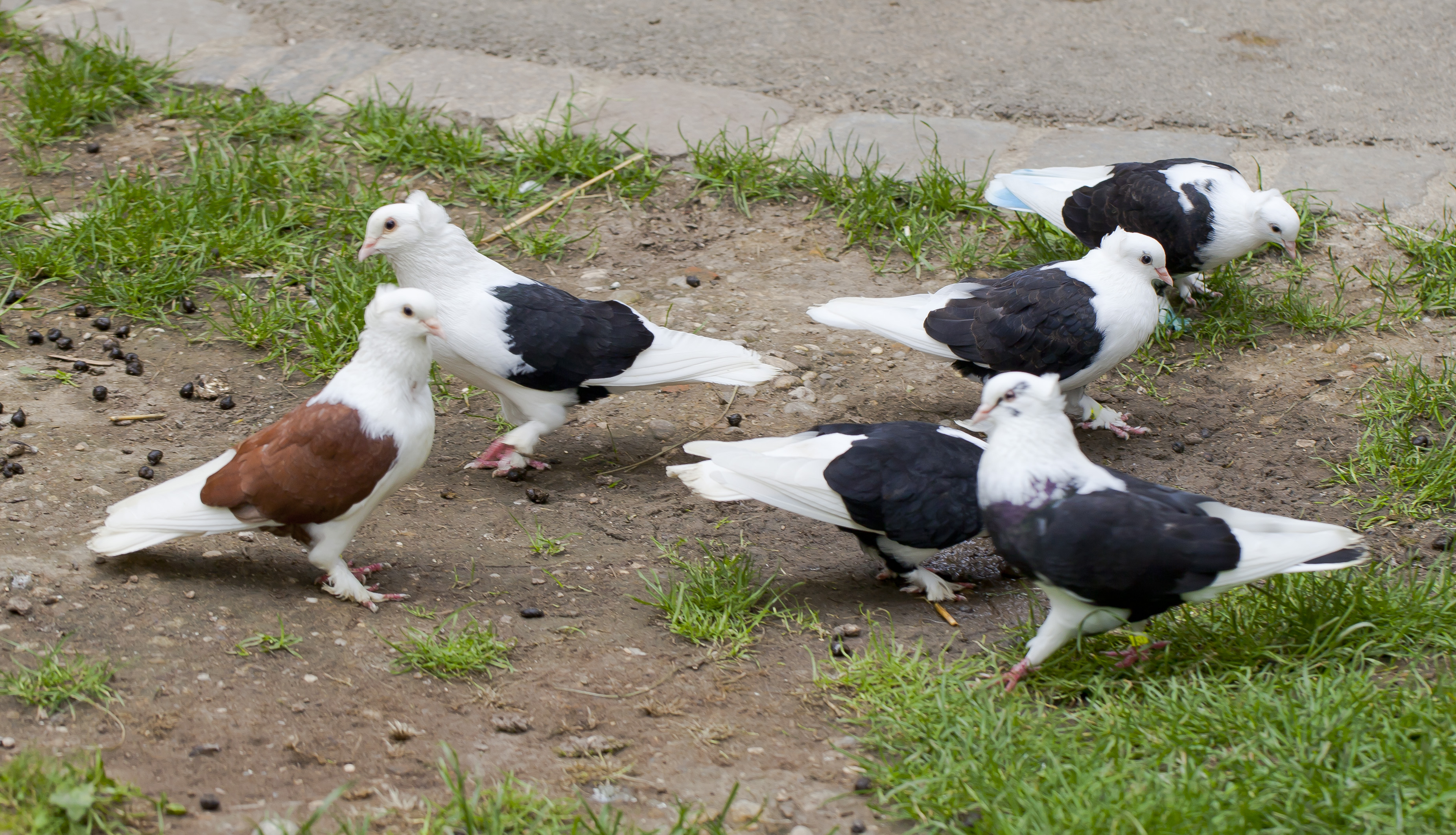
Sächsische Schildtauben im Tierpark Hellabrunn

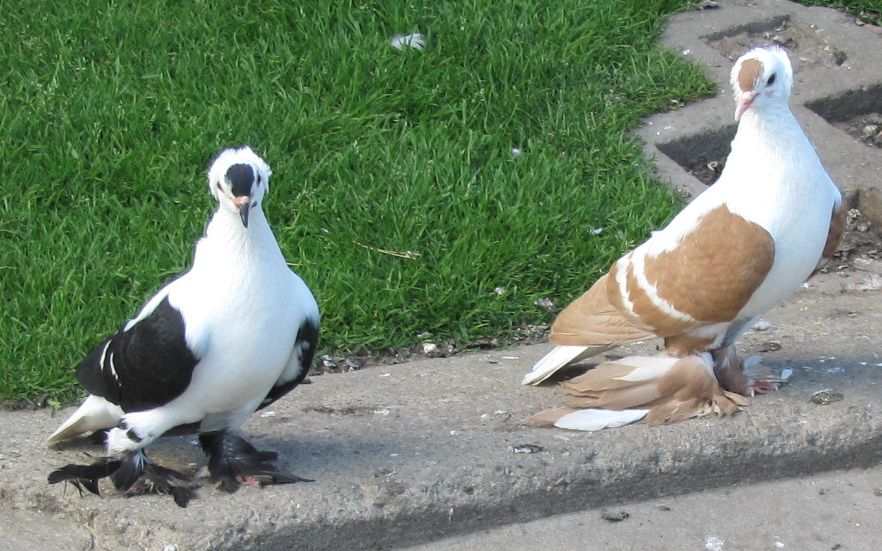
Sächsische Flügeltauben

Sächsische Farbentauben sind Rassen der Haustaube und gehören zur Rassegruppe der Farbentauben.
Die Rassen der Sächsischen Farbentauben zeichnen sich alle durch eine einheitlich kräftige, tiefgestellte Feldtaubengestalt aus und sind ausnahmslos belatscht. Die glattköpfigen haben ihren Ursprung zum Teil in Böhmen. Die kappigen wurden in Sachsen herausgezüchtet. Sie haben eine breite, dichte Federhaube.
Die Köpfe der Sächsischen Farbentauben sind länglich rund mit mäßig hoher und breiter Stirn. Die Augenfarbe variiert. Sie ist der Farbe der Taube, dem Farbenschlag, angepasst orange oder dunkel. Auch der Augenrand ist der Federfarbe angepasst und schmal. Aus den breiten Schultern tritt der mittellange Hals kräftig hervor. Der Rücken fällt nur wenig nach hinten ab. Die Brust ist gut gerundet, breit und tief. Der Schwanz setzt die leicht abfallende Rückenlinie fort. Die Beine sind kurz, dicht und lang belatscht und mit Geierfedern besetzt, die Federn der Unterschenkel wachsen nach hinten. Die Schwingen sind geschlossen und ruhen auf dem Schwanz.

## Rassen
Folgende Rassen werden zu den Sächsischen Farbentauben gezählt:
- Altdeutscher Mohrenkopf (D/0479)
- Sächsische Eistaube, =Eistaube (D/0403), belatscht
- Sächsischer Brüster (D/0474)
- Sächsische Feldfarbentaube (D/0475), =Feldfarbentaube, belatscht
- Sächsische Flügeltaube (D/0469)
- Sächsische Mönchtaube (D/0467)
- Sächsische Mondtaube (D/0473)
- Sächsische Pfaffentaube (D/0466)
- Sächsische Schildtaube (D/0471)
- Sächsische Schnippe (D/0472)
- Sächsische Schwalbe (D/0468)
- Sächsische Storchtaube (D/0470)
- Sächsischer Weißschwanz (D/0465)
- Verkehrtflügelfarbentaube (D/0476), =Sächsische Verkehrtflügelfarbentaube

Des Weiteren sind auch Farbenschläge der Sächsischen Farbentauben unter eigenem Namen bekannt, wie
- die Sächsische Porzellantaube, die belatschte porzellanfarbige Eistaube,
- der Sächsische Reißerflügel, rot- oder gelbgehämmerte Sächsische Flügeltauben, und
- die Lausitzer Füchse, rote und gelbe Farbenschläge der Sächsischen Feldfarbentaube.

## Galerie

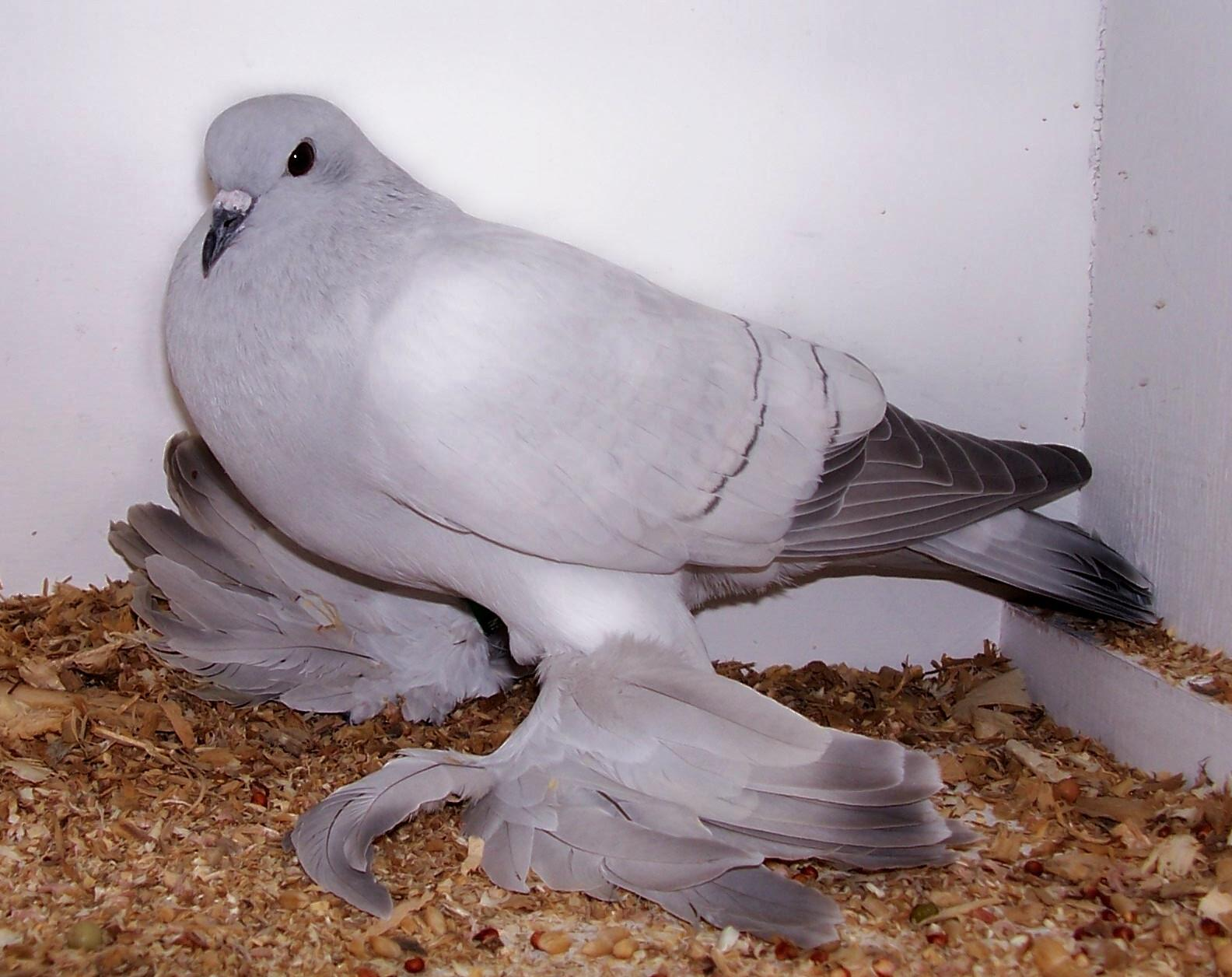
Sächsische Eistaube
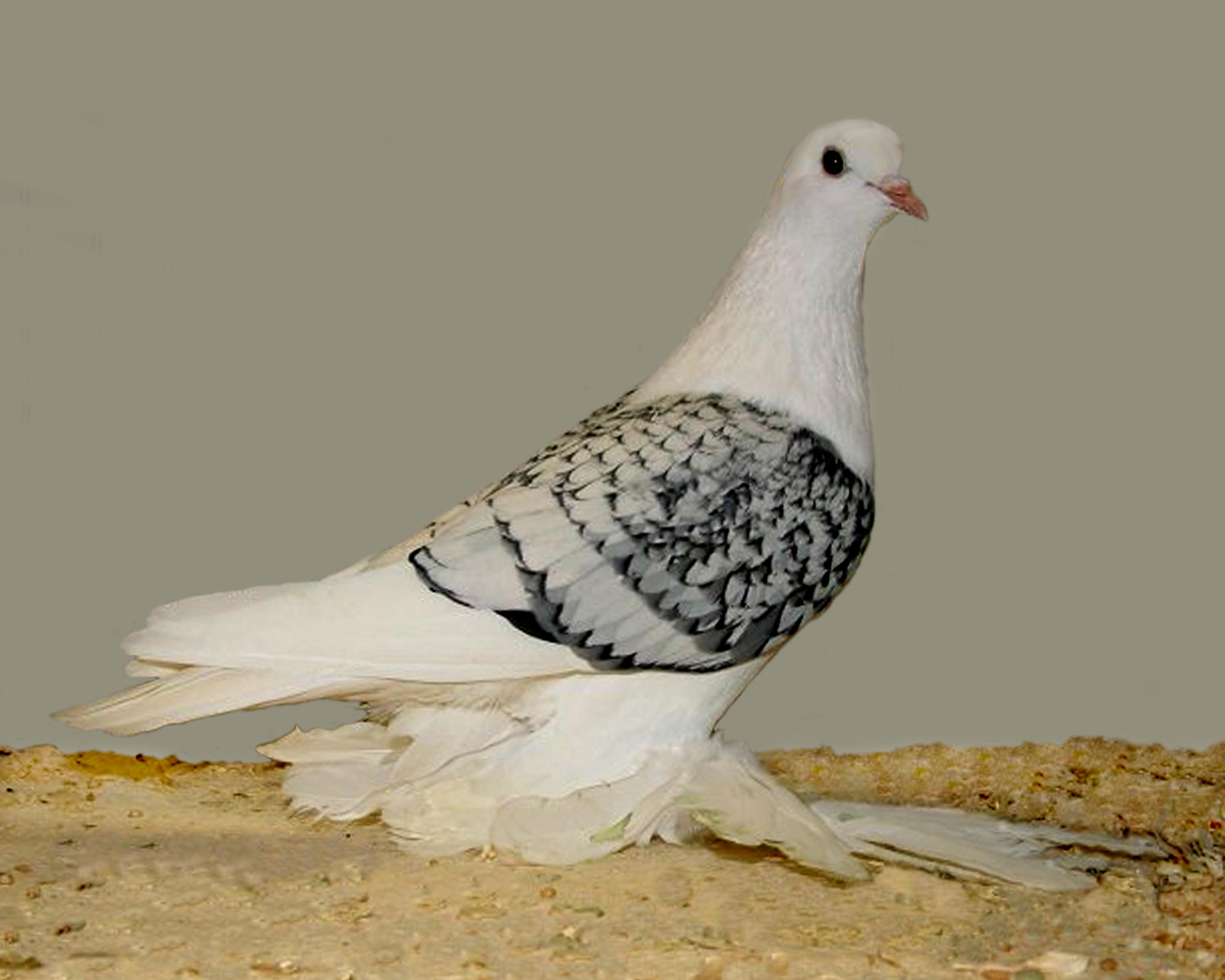
Sächsische Eistaube, gehämmert
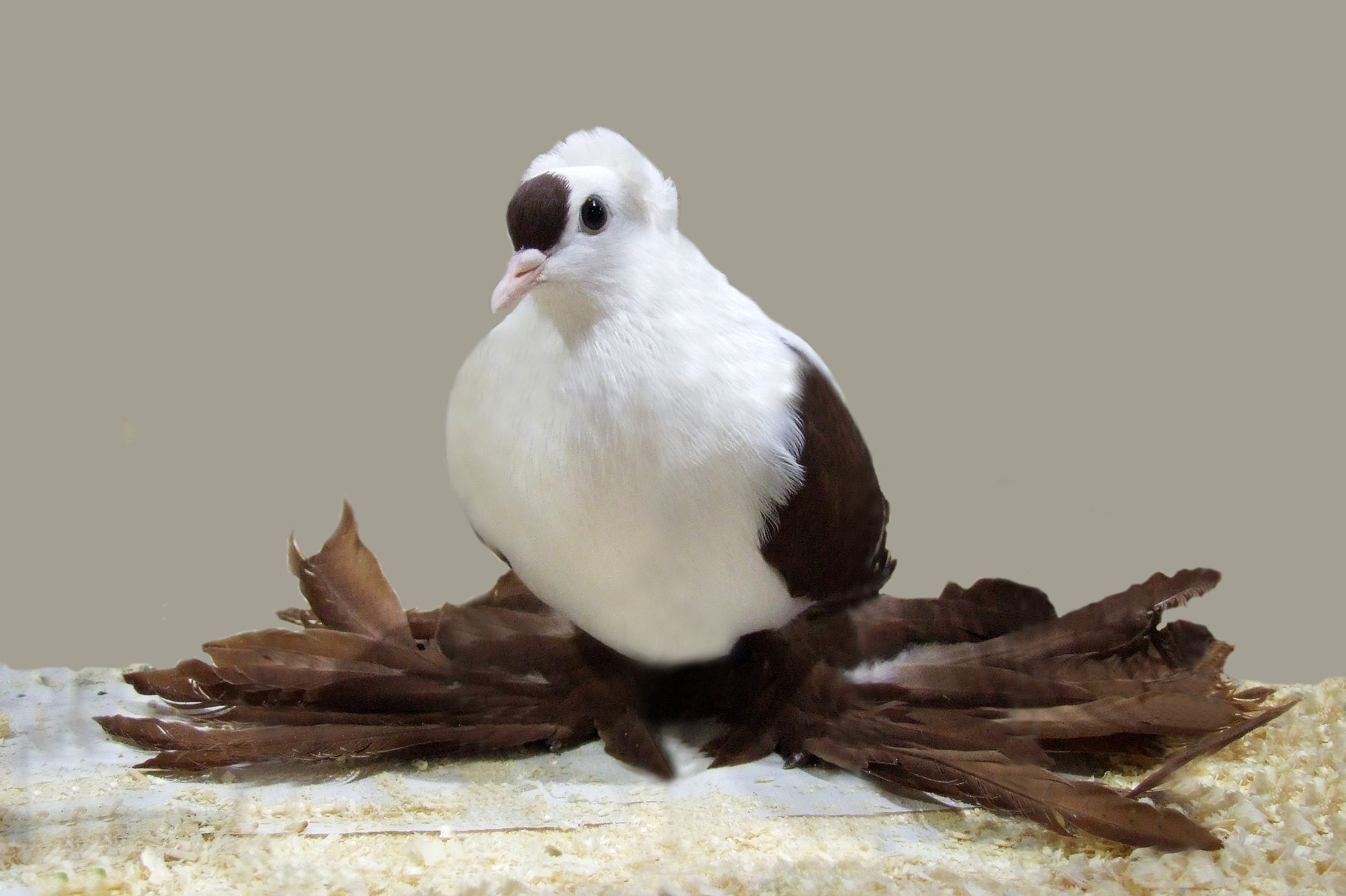
Sächsische Flügeltaube, rot
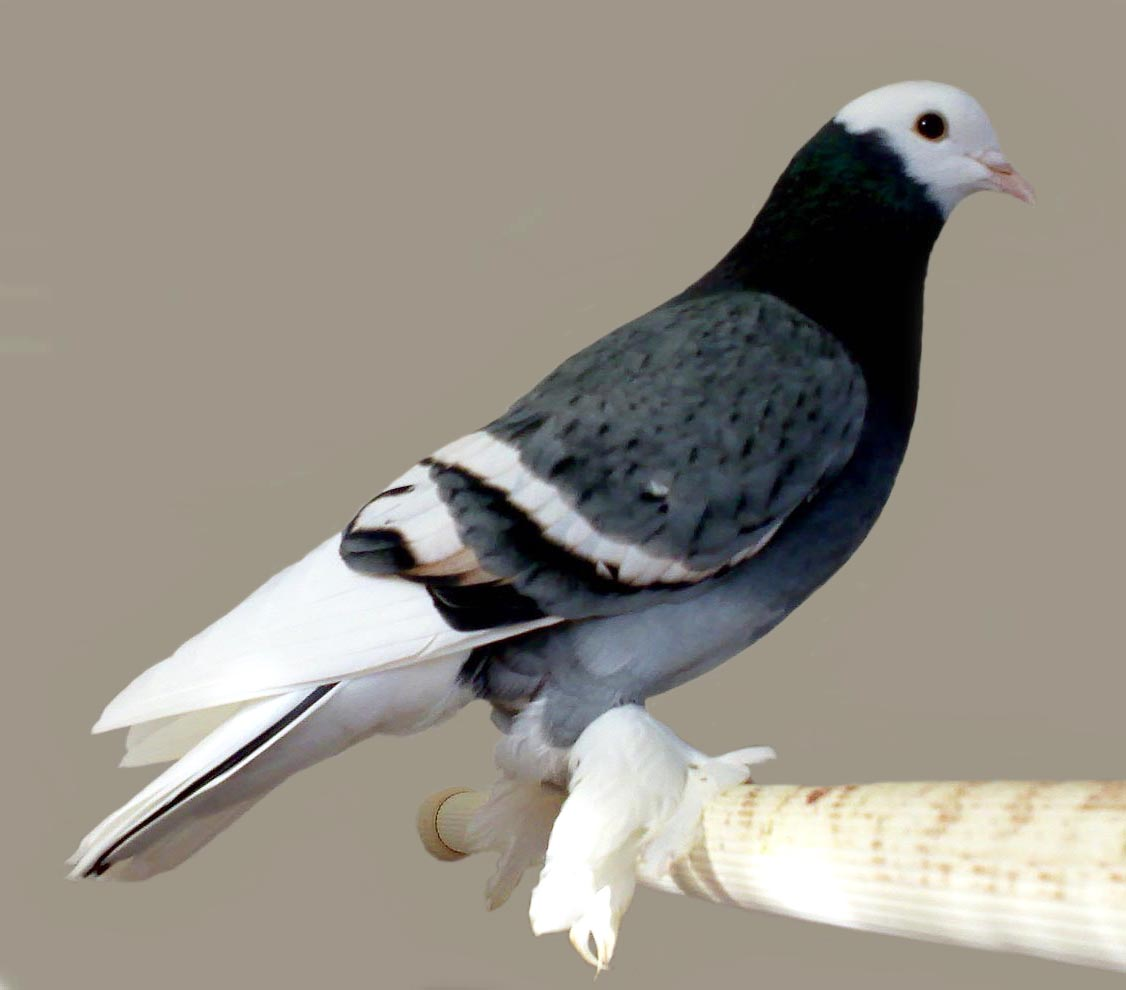
Sächsische Mönchtaube, blau
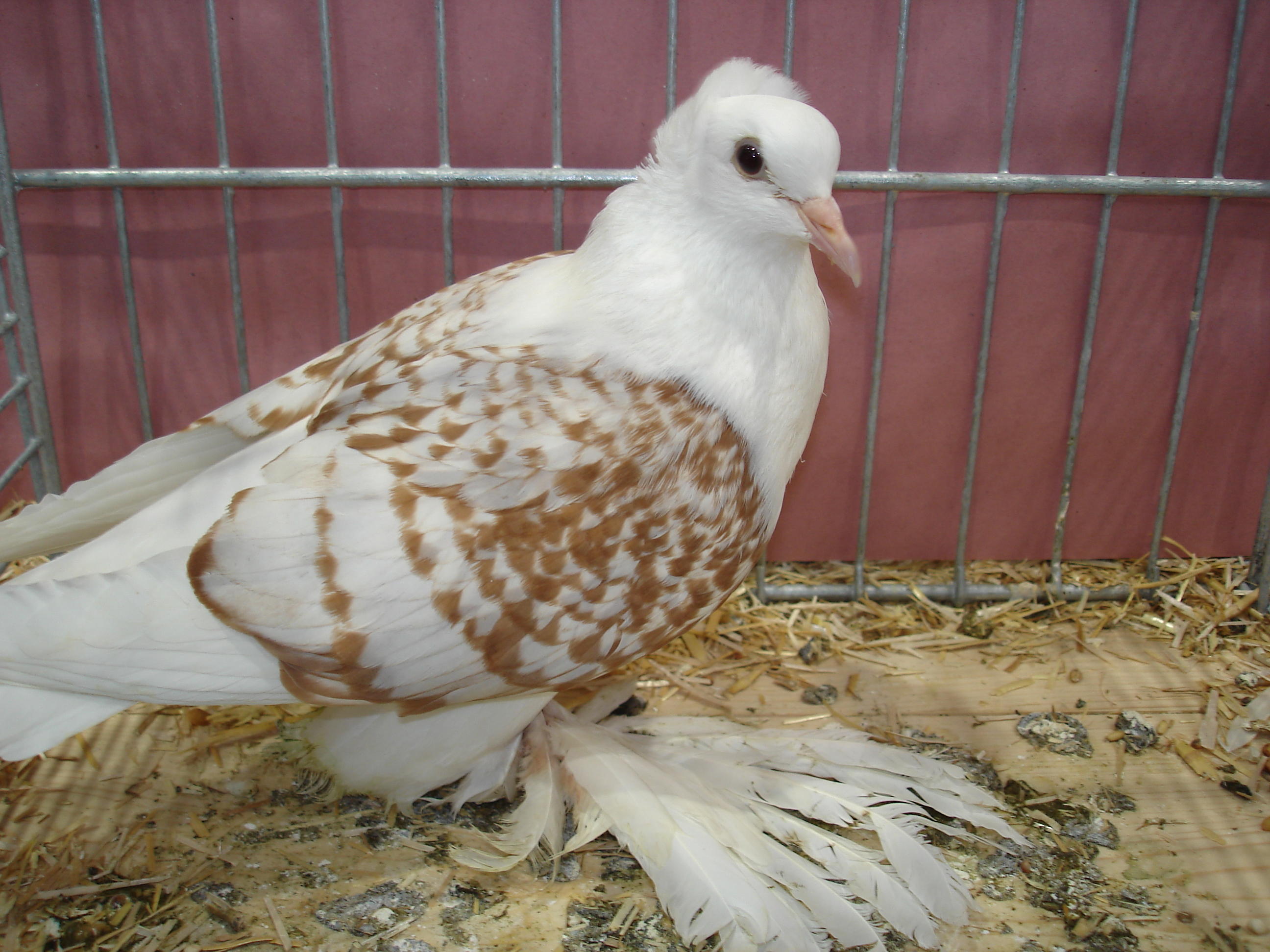
Sächsische Schildtaube, gelb
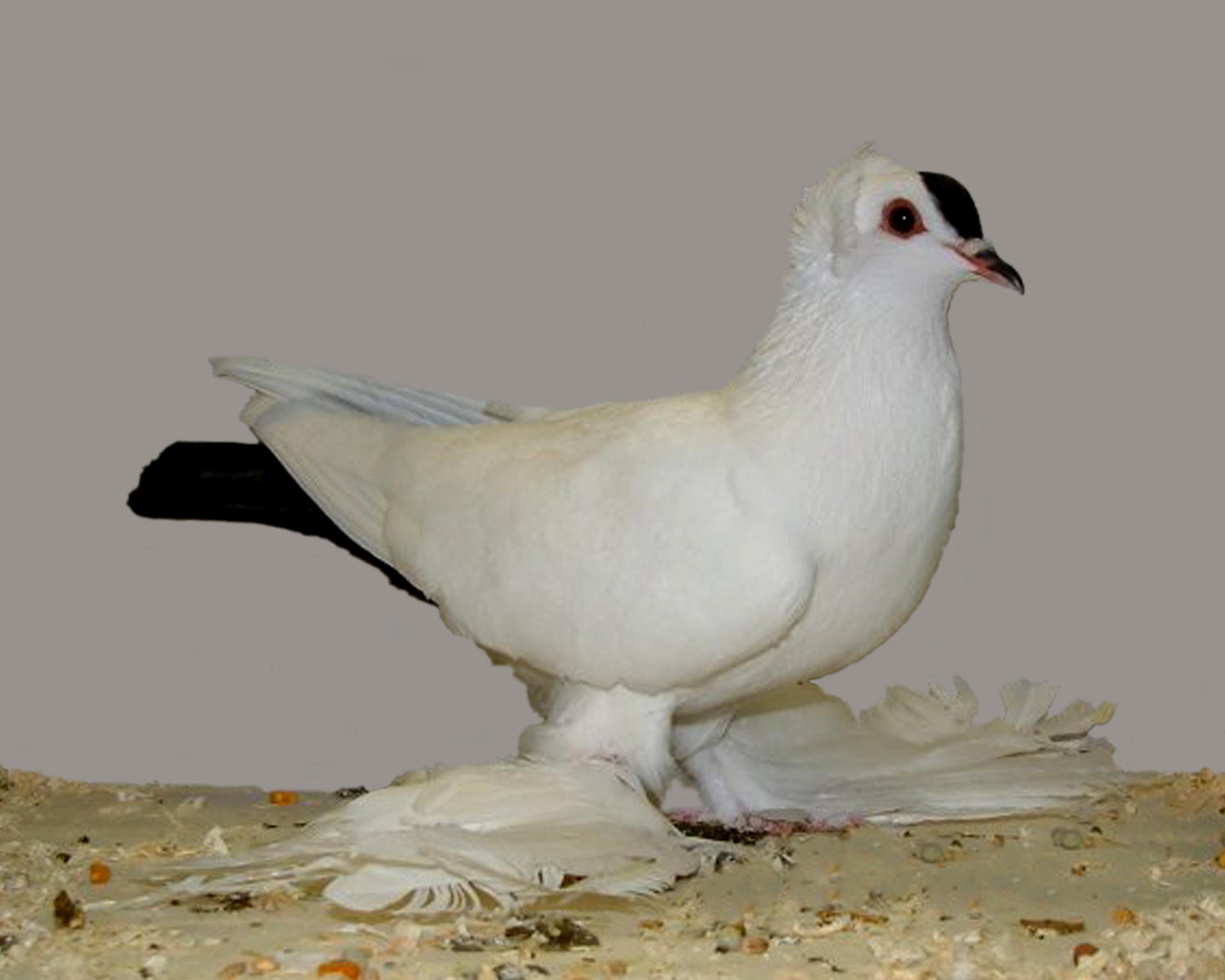
Sächsische Schnippe, schwarz